# クラウディオ・ブラーボ (画家)
クラウディオ・ブラーボ・カムス（Claudio Bravo Camus、1936年11月8日 - 2011年4月6日）は、チリの画家。バルパライソ州バルパライソ出身。
スーパーリアリズムに分類される写実的な作品を手がけており、静物画や肖像画などの作品を得意とした。スペインで主に活動し、晩年はモロッコのタンジェで暮らしていた。